# North American F-107
North American F-107 là một mẫu thiết kế máy bay tiêm kích-bom chiến thuật do hãng North American Aviation đưa ra nhằm cạnh tranh giành hợp đồng cho Không quân Hoa Kỳ trong thập niên 1950.

## Tính năng kỹ chiến thuật (F-107A)
Dữ liệu lấy từ Simone
Đặc điểm tổng quát
- Tổ lái: 1
- Chiều dài: 61 ft 10 in (18,85 m)
- Sải cánh: 36 ft 7 in (11,15 m)
- Chiều cao: 19 ft 8 in (5,89 m)
- Diện tích cánh: 376 ft² (35 m²)
- Trọng lượng rỗng: 22.696 lb (10.295 kg)
- Trọng lượng có tải: 39.755 lb (18.033 kg)
- Trọng lượng cất cánh tối đa: 41.537 lb (18.841 kg)
- Động cơ: 1 × Pratt & Whitney YJ75-P-9 kiểu động cơ tuabin phản lực, 24.500 lbf (109 kN)

 Hiệu suất bay 
- Vận tốc cực đại: Mach 2+
- Tầm bay: 2.428 mi (2.109 nmi, 3.885 km)
- Trần bay: 53.200 ft (16.220 m)
- Vận tốc leo cao: 39.900 ft/phút (203 m/s)
- Tải trên cánh: 106 lb/ft² (516 kg/m²)
- Lực đẩy/trọng lượng: 0,62

Trang bị vũ khí

- Bom: 10.000 lb (4.500 kg)